# Eremaea pauciflora
Eremaea pauciflora är en myrtenväxtart som först beskrevs av Stephan Ladislaus Endlicher, och fick sitt nu gällande namn av George Claridge Druce. Eremaea pauciflora ingår i släktet Eremaea och familjen myrtenväxter.

## Underarter
Arten delas in i följande underarter:
- E. p. calyptra
- E. p. lonchophylla
- E. p. pauciflora